# Zaza (gruppo etnico)
Gli Zaza (conosciuti anche come Kirmanc, Kird o Dimili) sono un popolo della Turchia orientale che parla la lingua zazaki. Il loro cuore è costituito dalle province di Tunceli e Bingöl e parti delle province di Elazığ, Erzincan e Diyarbakır. Si considerano curdi e sono spesso descritti dagli studiosi come curdi zaza.

## Dati demografici
Il numero esatto degli Zaza è sconosciuto, a causa dell'assenza di recenti ed estesi dati censuari. L'ultimo censimento sulle lingue in Turchia si è tenuto nel 1965, dove 150.644 persone hanno segnato lo zazaki come prima lingua e 112.701 come seconda lingua. I dati più recenti del 2005 suggeriscono che la popolazione di lingua zazaki varia da circa 2 a 4 milioni. Molti Zaza parlano solo il curdo kurmanji e si è ritenuto che la lingua zazaki fosse una propaggine del Kurmanji.
Dopo il colpo di stato turco del 1980, molte minoranze intellettuali, tra cui gli zaza, emigrarono dalla Turchia verso l'Europa, l'Australia e gli Stati Uniti. La maggior parte della diaspora zaza è in Europa, prevalentemente in Germania.

## Coscienza etnica
Se gli Zaza si considerano in gran parte curdi, alcune ricerche considerano gli Zaza un gruppo etnico separato e sono trattati come tali nei loro lavori accademici. Un rapporto scientifico del 2005 ha concluso che gli zaza condividono lo stesso modello genetico di altri gruppi curdi e non supporta l'ipotesi degli Zaza come originari dell'Iran settentrionale.

### Zaza e curdi di lingua kurmanji

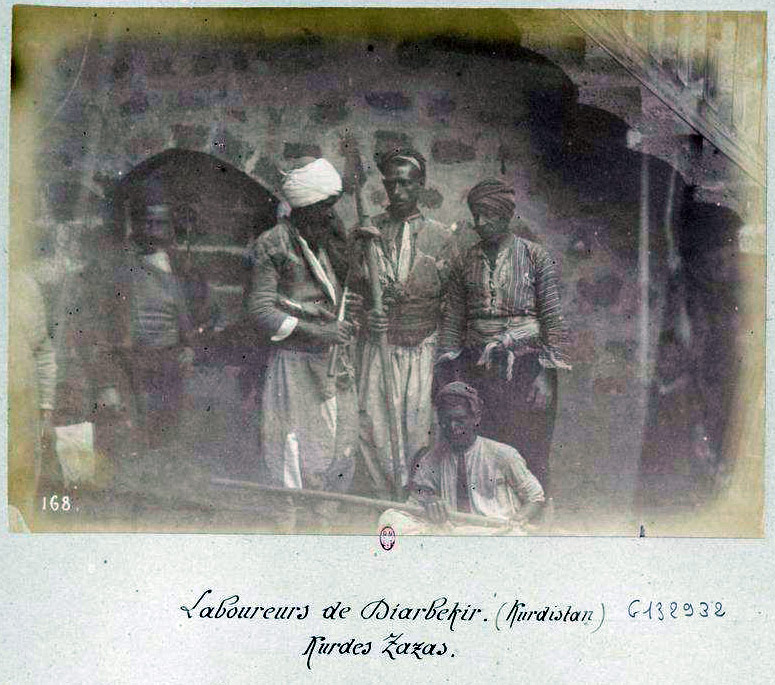
Zaza curdi a Diyarbakir (Kurdistan), da una fotografia del 1881

I parlanti curdi kurmanji e zazaki hanno vissuto per secoli nelle stesse zone dell'Anatolia. Negli anni '20 e '30, gli zaza svolsero un ruolo chiave nell'ascesa del nazionalismo curdo con le loro ribellioni contro l'Impero ottomano e successivamente la Repubblica di Turchia. Gli zaza parteciparono alla ribellione di Koçgiri nel 1920, e durante la ribellione dello sceicco Said nel 1925, lo sceicco zaza Said e i suoi sostenitori si ribellarono alla Repubblica di nuova costituzione a causa dell'ideologia nazionalista e secolarista turca. Molti zaza in seguito si unirono al partito nazionalista curdo di lingua kurmanji Xoybûn, al Kürdistan Teali Cemiyeti e ad altri movimenti, dove spesso salirono alla ribalta.
Nel 1937 durante la ribellione di Dersim, gli zaza si ribellarono ancora una volta contro i turchi. Questa volta la rivolta fu guidata da Seyid Riza e si concluse con un massacro di migliaia di curdi di lingua kurmanji e di civili Zaza, mentre molti rimasero sfollati interni a causa del conflitto.
Sakine Cansız, una Zaza di Tunceli, fu un membro fondatore del Partito dei Lavoratori del Kurdistan (PKK), e come lei molti Zaza si unirono ai ribelli, incluso il promettente Besê Hozat. Molti politici Zaza si trovavano anche nei partiti fratelli curdi del Partito Democratico del Popolo (HDP) e del Partito delle Regioni Democratiche (DBP), come Selahattin Demirtaş, Aysel Tuğluk, Ayla Akat Ata e Gültan Kışanak.
D'altra parte, alcuni Zaza hanno dichiarato pubblicamente di non considerarsi curdi, incluso Hüseyin Aygün, un politico del CHP di Tunceli.

## Lingua

Lingua zazaki e lingue iraniche.

Lo zazaki è una lingua Zaza-Gorani, parlata nell'est dell'odierna Turchia, con circa 2-3 milioni di parlanti. Sussiste una divisione tra lo zazaki settentrionale e meridionale, in particolare nell'inventario fonologico, ma la lingua zazaki nel suo insieme forma un continuum dialettale, senza standard riconosciuti. Le prime dichiarazioni scritte in lingua zazaki furono compilate dal linguista Peter Lerch nel 1850. Altri due importanti documenti sono gli scritti religiosi di Ehmedê Xasi del 1898, e di Usman Efendiyo Babıc (pubblicati a Damasco nel 1933); entrambe queste opere sono state scritte in caratteri arabi. La TRT Kurdî di proprietà statale va in onda in zazaki.
Durante gli anni '80, la lingua zazaki è diventata popolare tra la diaspora Zaza, ed è stata seguita da pubblicazioni in zazaki in Turchia.

## Religione
Una piccola minoranza della popolazione Zaza aderisce a un ramo dell'alevismo e vive prevalentemente intorno a Tunceli. Gli Zaza aderiscono prevalentemente all'Islam sunnita, sia Hanafi che Shafi'i, mentre i seguaci Shafi'i sono per lo più della confraternita Naqshbandiyya. Storicamente, a Gerger esisteva una piccola popolazione cristiana di Zaza.

## Nazionalismo zaza
Il nazionalismo Zaza è un'ideologia che sostiene la conservazione del popolo Zaza tra turchi e curdi in Turchia. Il nazionalista turco Hasan Reşit Tankut propose nel 1961 di creare un corridoio tra coloro che parlavano lo zazaki e quelli che parlavano il Kurmanji per accelerare la turchizzazione. In alcuni casi nella diaspora, gli Zaza si sono rivolti a questa ideologia a causa delle differenze più visibili tra loro e i parlanti Kurmanji. Il nazionalismo Zaza è stato ulteriormente rafforzato quando la Turchia ha abbandonato le sue politiche di assimilazione che hanno fatto sì che alcuni Zaza iniziassero a considerarsi un gruppo etnico separato. Nella diaspora, alcuni Zaza si sono rivolti al nazionalismo Zaza nel clima politico europeo più libero. Su questo, Ebubekir Pamukchu, il fondatore del movimento nazionale Zaza ha dichiarato: "Da quel momento sono diventato Zaza". I nazionalisti Zaza temono l'influenza turca e curda e mirano a proteggere la cultura e la lingua di zazaki invece di cercare qualsiasi tipo di autonomia all'interno della Turchia.
Secondo il ricercatore Ahmet Kasımoğlu, il nazionalismo Zaza sarebbe un tentativo turco e armeno di dividere i curdi.